# Blindfarbe
Blindfarben sind Farben, die von einem Scanner nicht gelesen werden.
Bei vielen Scannern kann festgelegt werden, dass eine bestimmte Farbe nicht gelesen werden soll. Dies erweist sich z. B. bei der Texterkennung von Formularen, die farbig unterlegt sind, als praktisch. Ist ein Formular z. B. rot unterlegt, wählt man Rot als Blindfarbe. Der Scanner tastet die Vorlage dann mit einer roten Lampe ab. Dadurch werden lediglich Informationen digitalisiert, die nicht rot gedruckt sind.